# Otterswiller
Otterswiller (en allemand Ottersweiler et dialecte alsacien Otterswiller) est une commune française située dans la circonscription administrative du Bas-Rhin et, depuis le 1er janvier 2021, dans le territoire de la Collectivité européenne d'Alsace, en région Grand Est.
Cette commune se trouve dans la région historique et culturelle d'Alsace.

## Géographie
Otterswiller est située à l'ouest du département du Bas-Rhin, à côté de Saverne. La commune est traversée par la route nationale 4.

### Voies ferrées

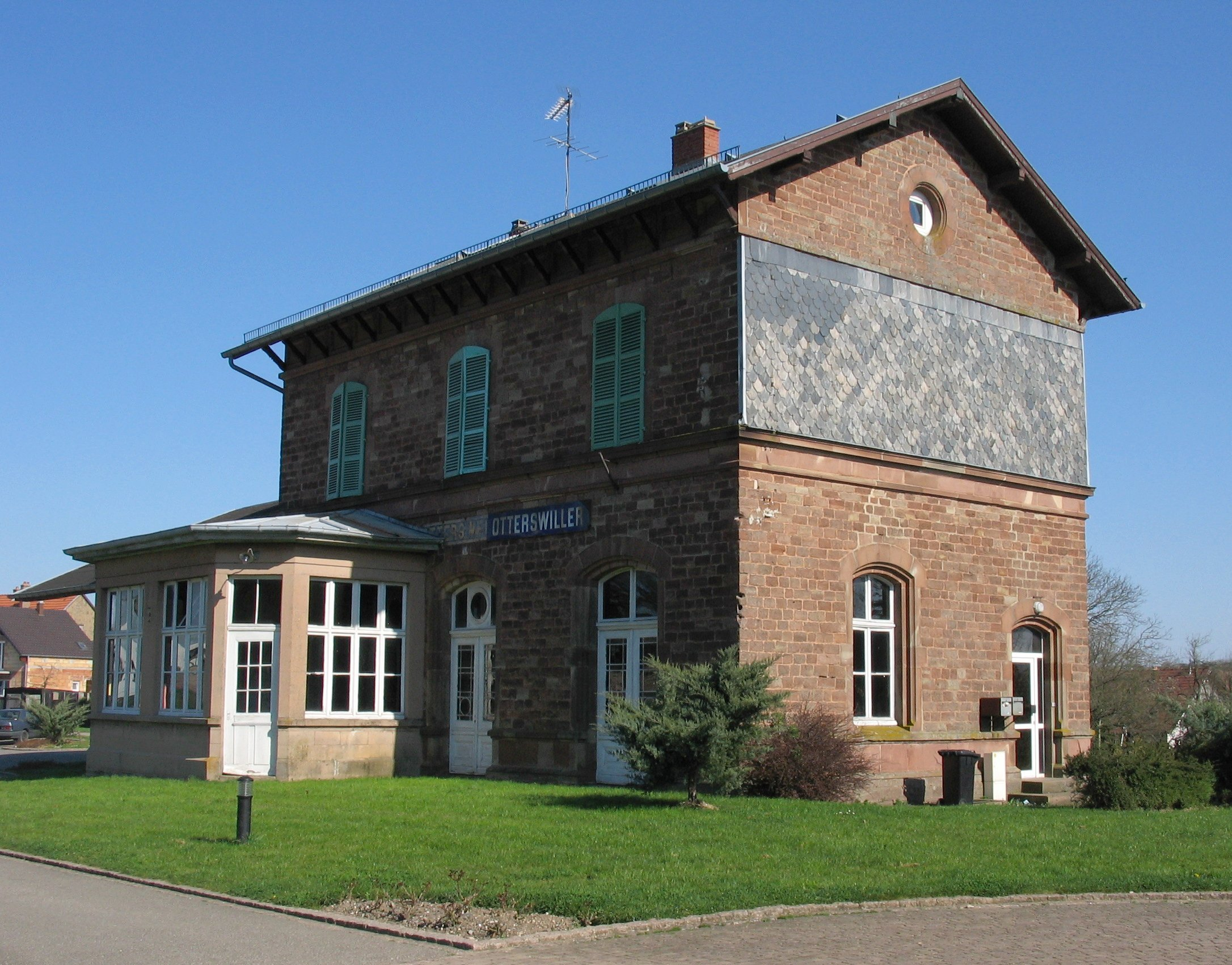
L'ancienne gare.

La gare d'Otterswiller se trouvait sur l'ancienne ligne de Molsheim à Saverne, aujourd'hui déclassée et dont la voie a été déposée.
|             | Saverne      |            |
| Gottenhouse | Otterswiller | Schwenheim |
|             | Marmoutier   |            |

### Hydrographie
La commune est dans le bassin versant du Rhin au sein du bassin Rhin-Meuse. Elle est drainée par la Mossel, le ruisseau le Kuhbach et le ruisseau le Weinerbaechel,.
La Mossel, d'une longueur totale de 21,2 km, prend sa source dans la commune de Dabo et se jette  dans la Zorn à Dettwiller, après avoir traversé douze communes. 

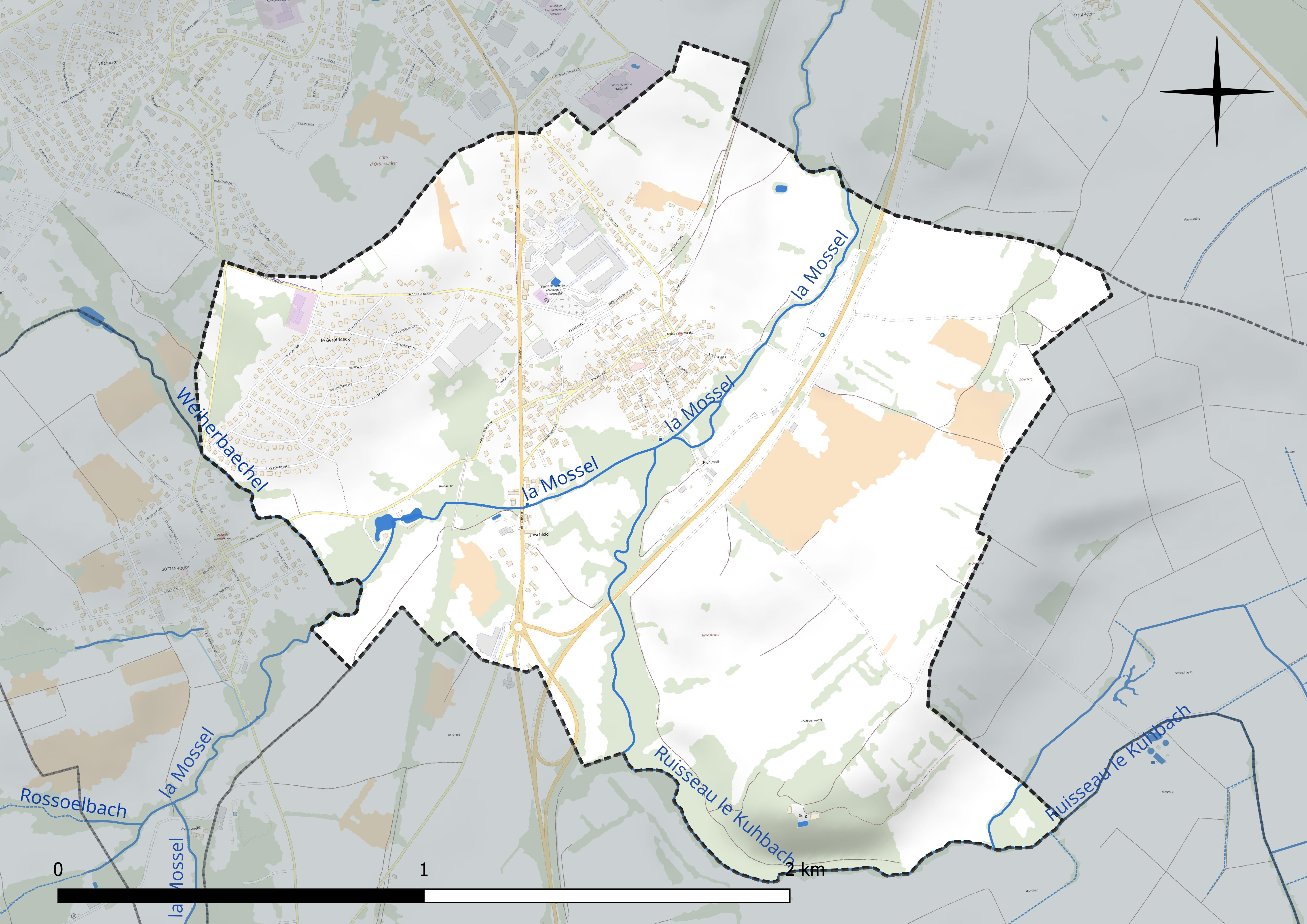
Réseau hydrographique d'Otterswiller.

### Climat
Pour des articles plus généraux, voir Climat du Grand Est et Climat du Bas-Rhin.
En 2010, le climat de la commune est de type climat des marges montargnardes, selon une étude du Centre national de la recherche scientifique s'appuyant sur une série de données couvrant la période 1971-2000. En 2020, Météo-France publie une typologie des climats de la France métropolitaine dans laquelle la commune est exposée à un climat semi-continental et est dans la région climatique  Vosges, caractérisée par une pluviométrie très élevée (1 500 à 2 000 mm/an) en toutes saisons et un hiver rude (moins de 1 °C). 
Pour la période 1971-2000, la température annuelle moyenne est de 10,4 °C, avec une amplitude thermique annuelle de 17,7 °C. Le cumul annuel moyen de précipitations est de 758 mm, avec 10,4 jours de précipitations en janvier et 10,5 jours en juillet. Pour la période 1991-2020, la température moyenne annuelle observée sur la station météorologique de Météo-France la plus proche, « Wangenbourg_sapc », sur la commune de Wangenbourg-Engenthal à 12 km à vol d'oiseau, est de 9,9 °C et le cumul annuel moyen de précipitations est de 1 131,8 mm. 
La température maximale relevée sur cette station est de 36,4 °C, atteinte le 25 juillet 2019 ; la température minimale est de −16,9 °C, atteinte le 7 février 2012,,. 
Les paramètres climatiques de la commune ont été estimés pour le milieu du siècle (2041-2070) selon différents scénarios d'émission de gaz à effet de serre à partir des nouvelles projections climatiques de référence DRIAS-2020. Ils sont consultables sur un site dédié publié par Météo-France en novembre 2022.

## Urbanisme

### Typologie
Au 1er janvier 2024, Otterswiller est catégorisée ceinture urbaine, selon la nouvelle grille communale de densité à sept niveaux définie par l'Insee en 2022.
Elle appartient à l'unité urbaine de Saverne, une agglomération intra-départementale regroupant huit  communes, dont elle est une commune de la banlieue,,. Par ailleurs la commune fait partie de l'aire d'attraction de Strasbourg (partie française), dont elle est une commune de la couronne,. Cette aire, qui regroupe 268 communes, est catégorisée dans les aires de 700 000 habitants ou plus (hors Paris),.

### Occupation des sols
L'occupation des sols de la commune, telle qu'elle ressort de la base de données européenne d’occupation biophysique des sols Corine Land Cover (CLC), est marquée par l'importance des territoires agricoles (75,7 % en 2018), en diminution par rapport à 1990 (78,6 %). La répartition détaillée en 2018 est la suivante : zones agricoles hétérogènes (39,9 %), prairies (30,6 %), zones urbanisées (24,1 %), terres arables (5,2 %), zones industrielles ou commerciales et réseaux de communication (0,2 %). L'évolution de l’occupation des sols de la commune et de ses infrastructures peut être observée sur les différentes représentations cartographiques du territoire : la carte de Cassini (XVIIIe siècle), la carte d'état-major (1820-1866) et les cartes ou photos aériennes de l'IGN pour la période actuelle (1950 à aujourd'hui).

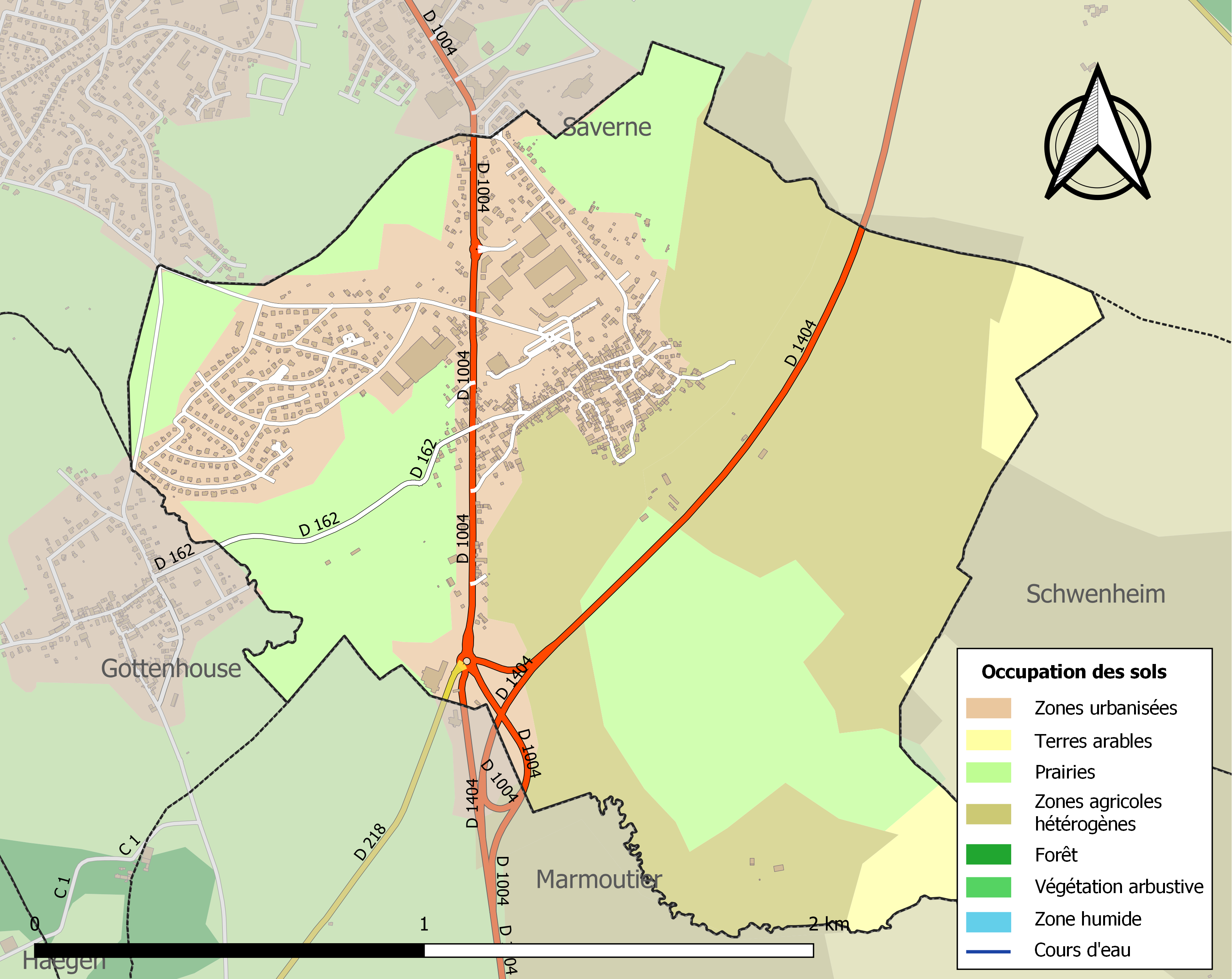
Carte des infrastructures et de l'occupation des sols de la commune en 2018 (CLC).

## Toponymie
Ottersveiler (1793), Ottersweiler (1801).

## Histoire

### Héraldique
| Blason de Otterswiller | Blason  | Parti : au premier d'argent semé de billettes d'azur au lion de gueules couronné d'or brochant sur le tout, au second d'azur à la fasce d'argent. |
| Blason de Otterswiller | Détails | |

## Politique et administration
| Période                                  | Période                   | Identité                                      | Étiquette | Qualité                                                |
| ---------------------------------------- | ------------------------- | --------------------------------------------- | --------- | ------------------------------------------------------ |
|                                          | 1971                      | Oscar Cremmel                                 |           |                                                        |
| 1971                                     | 1977                      | Oscar Cremmel                                 |           |                                                        |
| 1977                                     | 1983                      | Joseph Cremmel                                | UDF       |                                                        |
| 1983                                     | 1989                      | Joseph Cremmel                                | UDF       |                                                        |
| 1989                                     | 1995                      | Joseph Cremmel                                | UDF       | Conseiller général du canton de Marmoutier depuis 1994 |
| 1995                                     | En cours (au 31 mai 2020) | Joseph Cremmel Réélu pour le mandat 2020-2026 | UMP       | Conseiller général du canton de Marmoutier             |
| Les données manquantes sont à compléter. |                           |                                               |           |                                                        |

## Démographie
L'évolution du nombre d'habitants est connue à travers les recensements de la population effectués dans la commune depuis 1793. Pour les communes de moins de 10 000 habitants, une enquête de recensement portant sur toute la population est réalisée tous les cinq ans, les populations de référence des années intermédiaires étant quant à elles estimées par interpolation ou extrapolation. Pour la commune, le premier recensement exhaustif entrant dans le cadre du nouveau dispositif a été réalisé en 2008.

En 2022, la commune comptait 1 306 habitants, en évolution de −2,97 % par rapport à 2016 (Bas-Rhin : +3,17 %, France hors Mayotte : +2,11 %).
| 1793 | 1800 | 1806 | 1821 | 1831 | 1836 | 1841 | 1846 | 1851 |
| ---- | ---- | ---- | ---- | ---- | ---- | ---- | ---- | ---- |
| 566  | 556  | 551  | 715  | 707  | 777  | 824  | 809  | 823  |

| 1856 | 1861 | 1866 | 1871 | 1875 | 1880 | 1885 | 1890 | 1895 |
| ---- | ---- | ---- | ---- | ---- | ---- | ---- | ---- | ---- |
| 778  | 762  | 785  | 746  | 767  | 760  | 761  | 755  | 718  |

| 1900 | 1905 | 1910 | 1921 | 1926 | 1931 | 1936 | 1946 | 1954 |
| ---- | ---- | ---- | ---- | ---- | ---- | ---- | ---- | ---- |
| 728  | 716  | 729  | 697  | 742  | 656  | 628  | 630  | 588  |

| 1962 | 1968 | 1975 | 1982  | 1990  | 1999  | 2006  | 2008  | 2013  |
| ---- | ---- | ---- | ----- | ----- | ----- | ----- | ----- | ----- |
| 663  | 699  | 832  | 1 124 | 1 147 | 1 177 | 1 314 | 1 353 | 1 362 |

| 2018  | 2022  | - | - | - | - | - | - | - |
| ----- | ----- | - | - | - | - | - | - | - |
| 1 333 | 1 306 | - | - | - | - | - | - | - |

## Lieux et monuments
- Église Saint-Michel du XVIIe siècle ;
- Chapelle Saint-Wendelin du XIXe siècle ;
- Viaduc de l'ancienne ligne de Saverne à Molsheim. D'une longueur de 215 mètres et haut de 17 mètres, il comporte 16 arches ;
- Vieux lavoir.

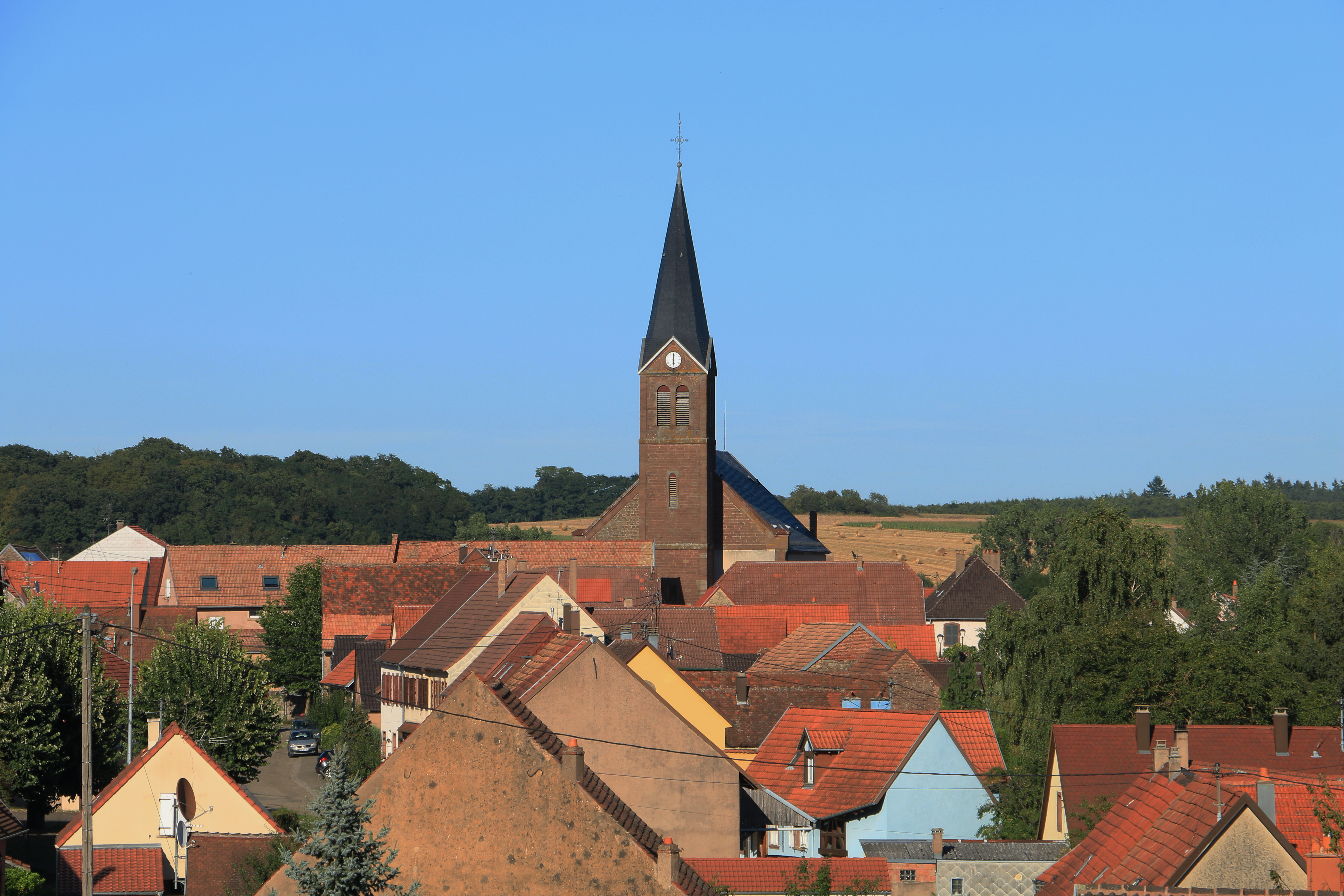
L'église Saint-Michel.
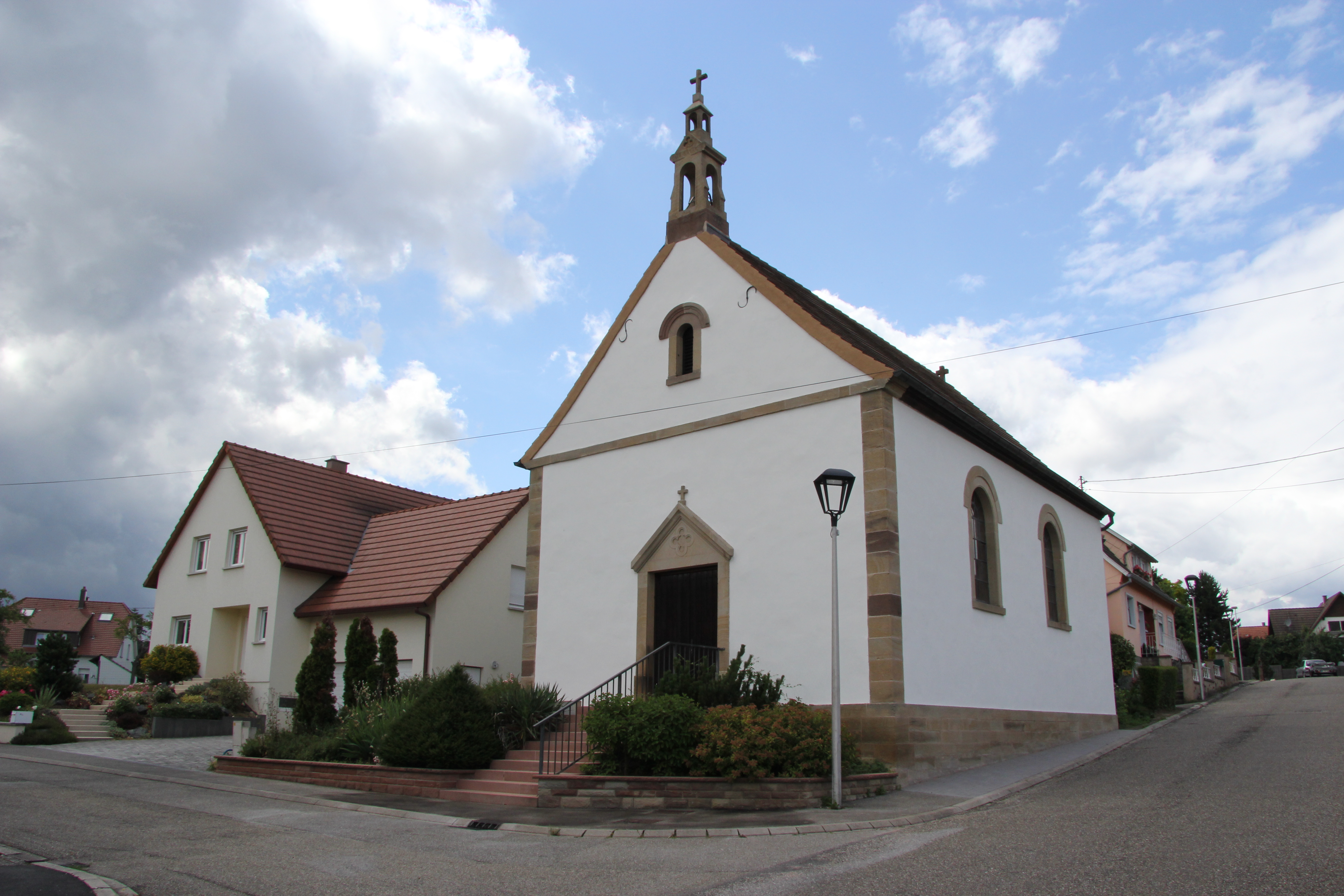
La chapelle Saint-Wendelin.
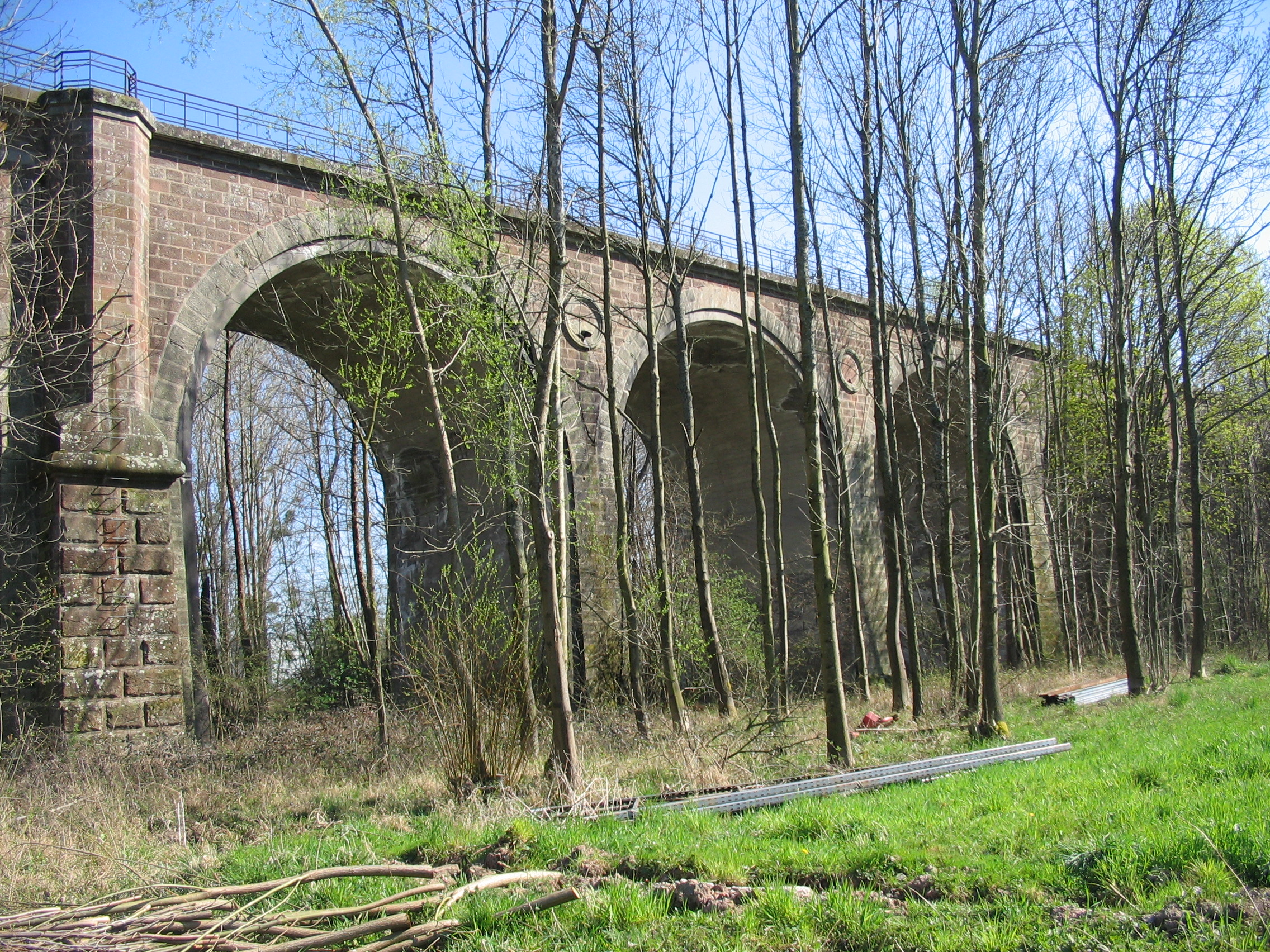
Le viaduc.
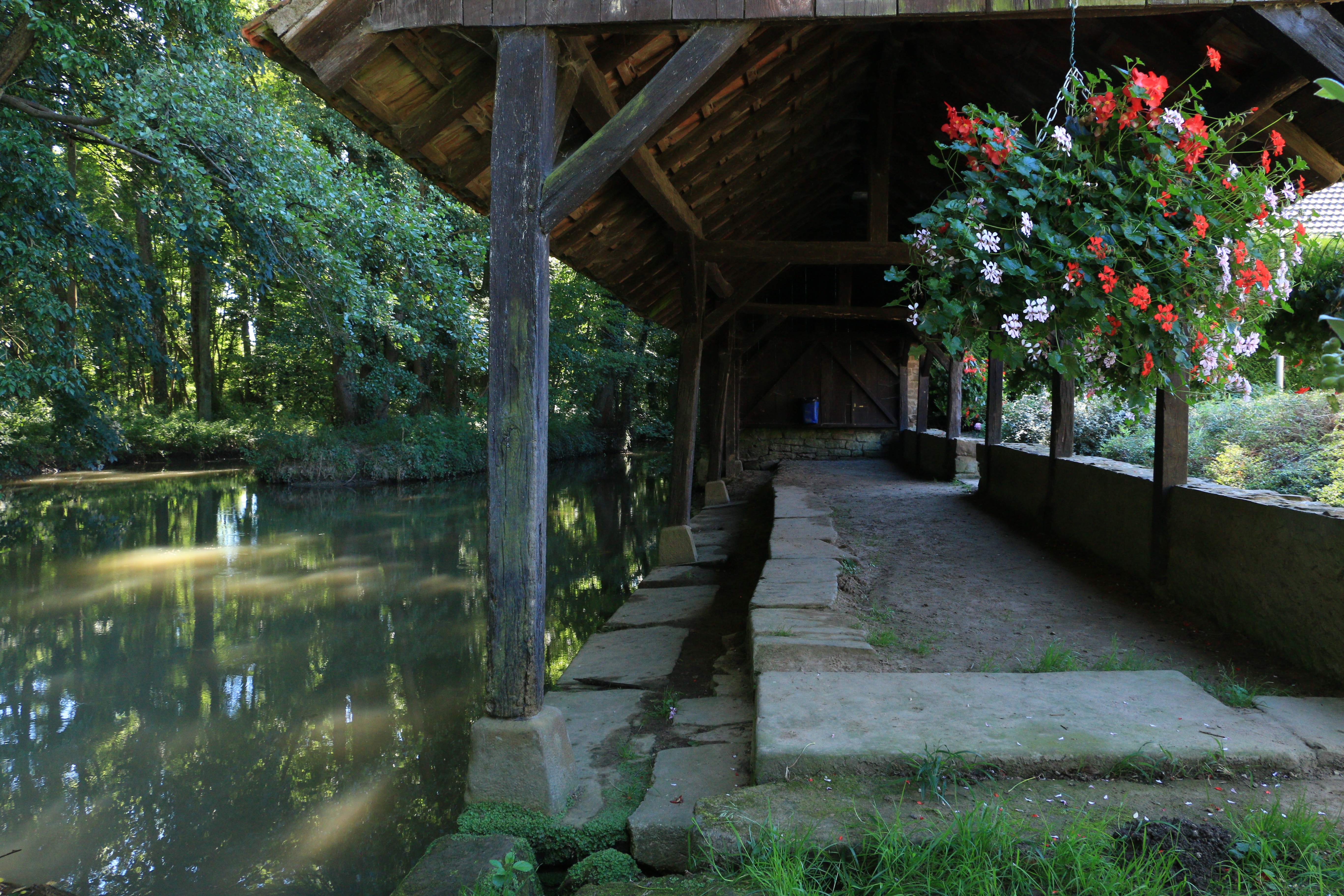
Le vieux lavoir.